# كوينسي جونز الثالث
كوينسي جونز الثالث (بالسويدية: Quincy Delight Jones III)‏ هو منتج أفلام ومنتج أسطوانات وملحن وممثل سويدي، ولد في 23 ديسمبر 1968 بلندن في المملكة المتحدة.

## أعمال

### مسلسلات
- أمير بيل إير الحيوي

## وصلات خارجية
- كوينسي جونز الثالث على موقع IMDb (الإنجليزية)
- كوينسي جونز الثالث على موقع IMDb (الإنجليزية)
- كوينسي جونز الثالث على موقع ميوزك برينز (الإنجليزية)
- كوينسي جونز الثالث على موقع أول ميوزيك (الإنجليزية)
- كوينسي جونز الثالث على موقع ديسكوغز (الإنجليزية)
- كوينسي جونز الثالث على موقع ديسكوغز (الإنجليزية)
- كوينسي جونز الثالث على موقع قاعدة بيانات الفيلم (الإنجليزية)